# Gradus van Eden
Gradus van Eden (Delft, 18 april 1920 - ?, 2003) was een Nederlands beeldhouwer, schilder en mozaïekkunstenaar.

## Leven en werk
Van Eden was een leerling van Bon Ingen-Housz en Albert Termote aan de Academie van Beeldende Kunsten in Den Haag. Hij werd lid van de Kunstkring Delft en de Pulchri Studio en exposeerde meerdere malen.
Van Eden schilderde en tekende, maakte aquarellen en pastels. Als beeldhouwer maakte hij onder meer stenen reliëfs en bronzen beelden. Voor het Nederlands paviljoen op de New York World's Fair, de Wereldtentoonstelling in 1939, maakte hij gepolychromeerd beeldhouwwerk. Van Eden ontwierp in 1950 het nieuwe logo voor de PTT, dat tot 1957 onder meer werd gebruikt als embleem op uniformen. Hij maakte later in opdracht van de PTT beeldhouwwerk voor nieuwe telefooncentrales in Appingedam (1956) en Rijswijk (1957).
Naast zijn werk als kunstenaar gaf Van Eden les aan de kunstnijverheidsschool in Delft. Hij woonde en werkte in Delft, tot hij rond 1980 naar Lunteren verhuisde.

## Werken (selectie)

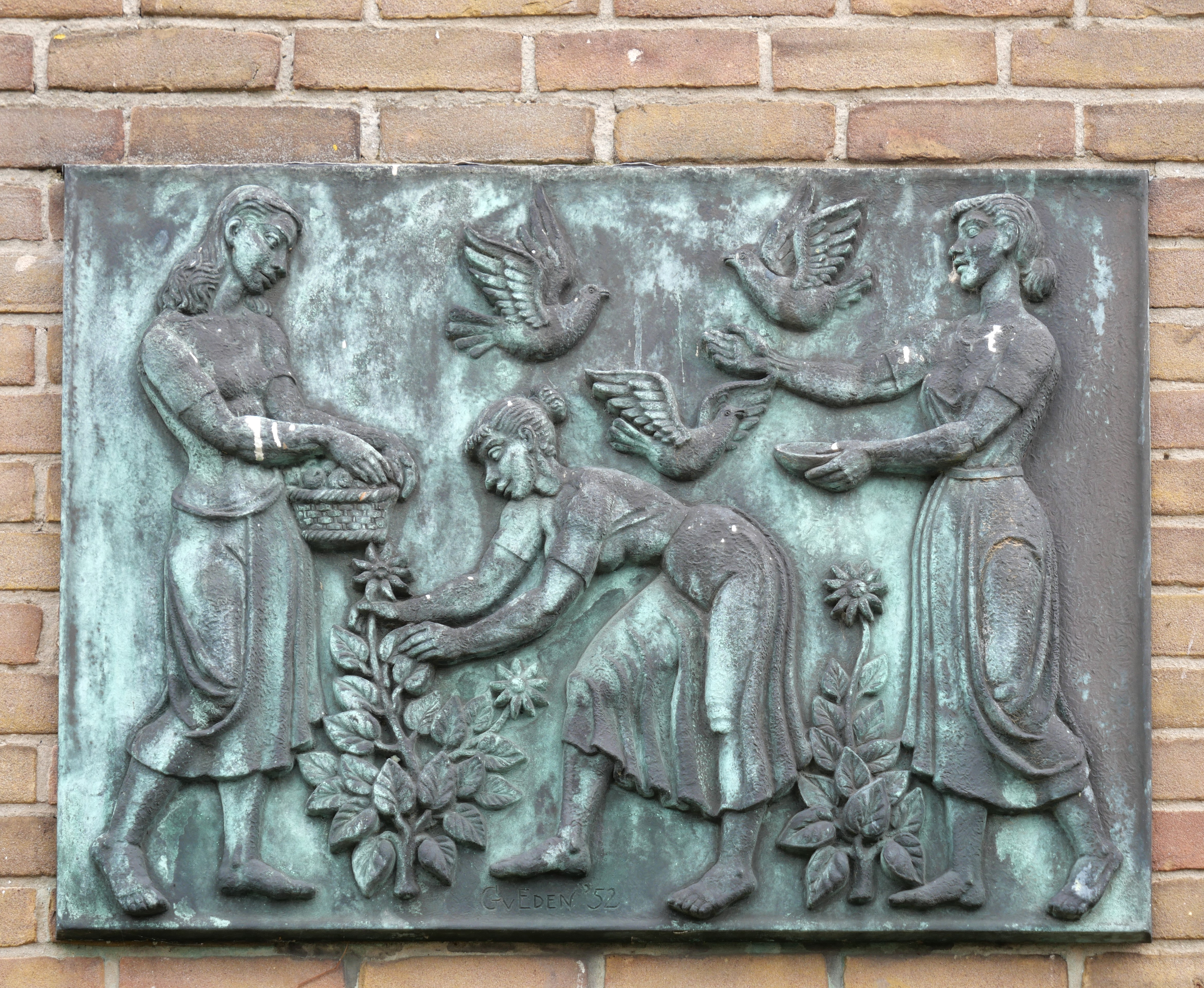
Gevelversiering Delft, Volkshuisvesting

- 1948: gevelreliëf gezin, Colignystraat, Delft.
- 1950: Verzetsmonument, Nieuwe Plantage (Delft).
- 1950: gevelversiering 'Volkshuisvesting', Koningin Emmalaan zuid, Delft.
- 1955: reliëf in theater de Stadsdoelen, Delft.
- 1956: gevelreliëf met zeemeermin voor telefooncentrale aan de Takenslaan, Appingedam.
- 1957: twee reliëfs voor telefooncentrale aan de Tulpstraat, Rijswijk.
- 1959: Veulen, Elzenlaan, Delft.
- reliëf met Augustinus in de hal van het Augustinessenklooster Mariënheuvel, Heemstede.

## Galerij

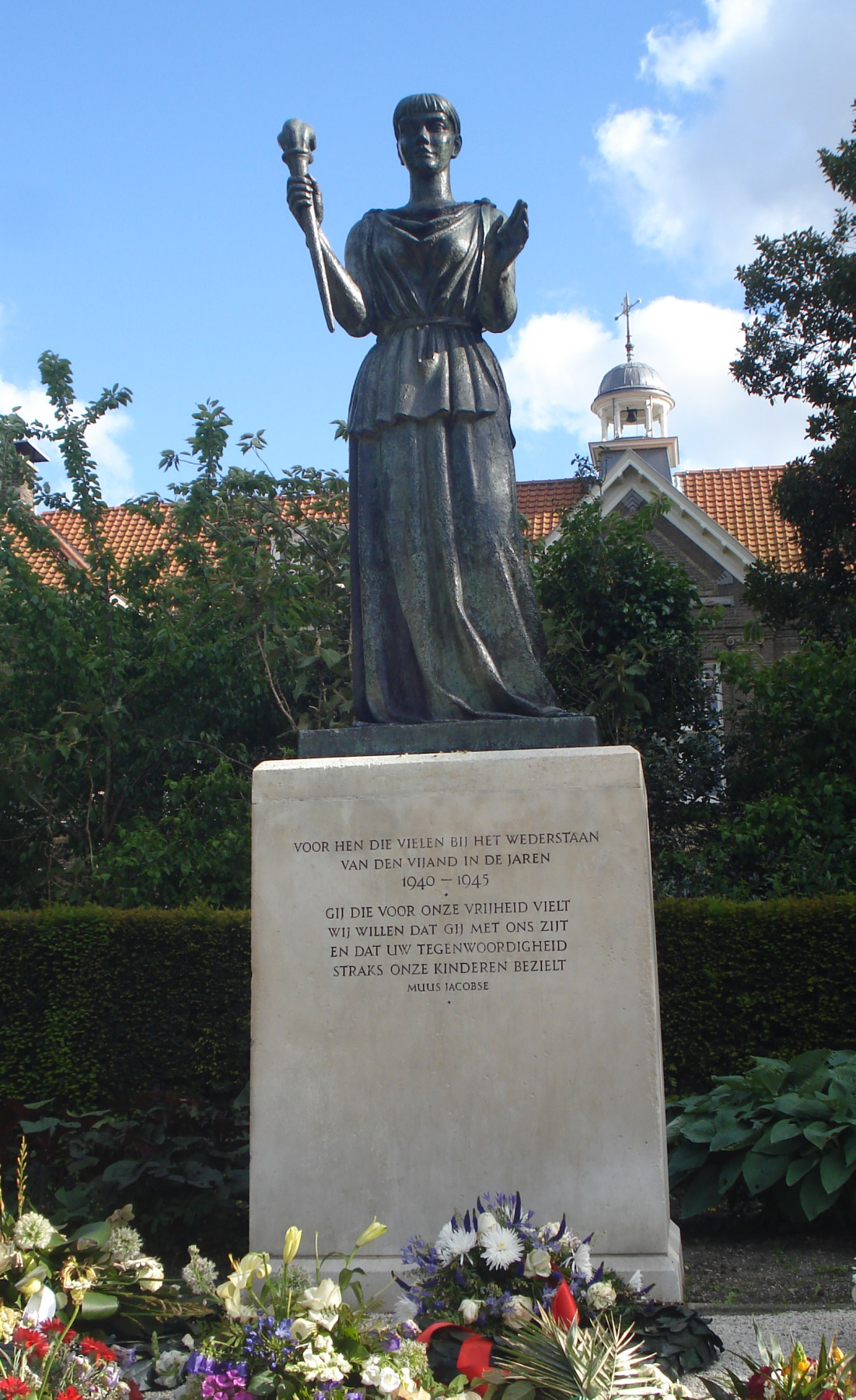
Verzetsmonument (1950), Delft
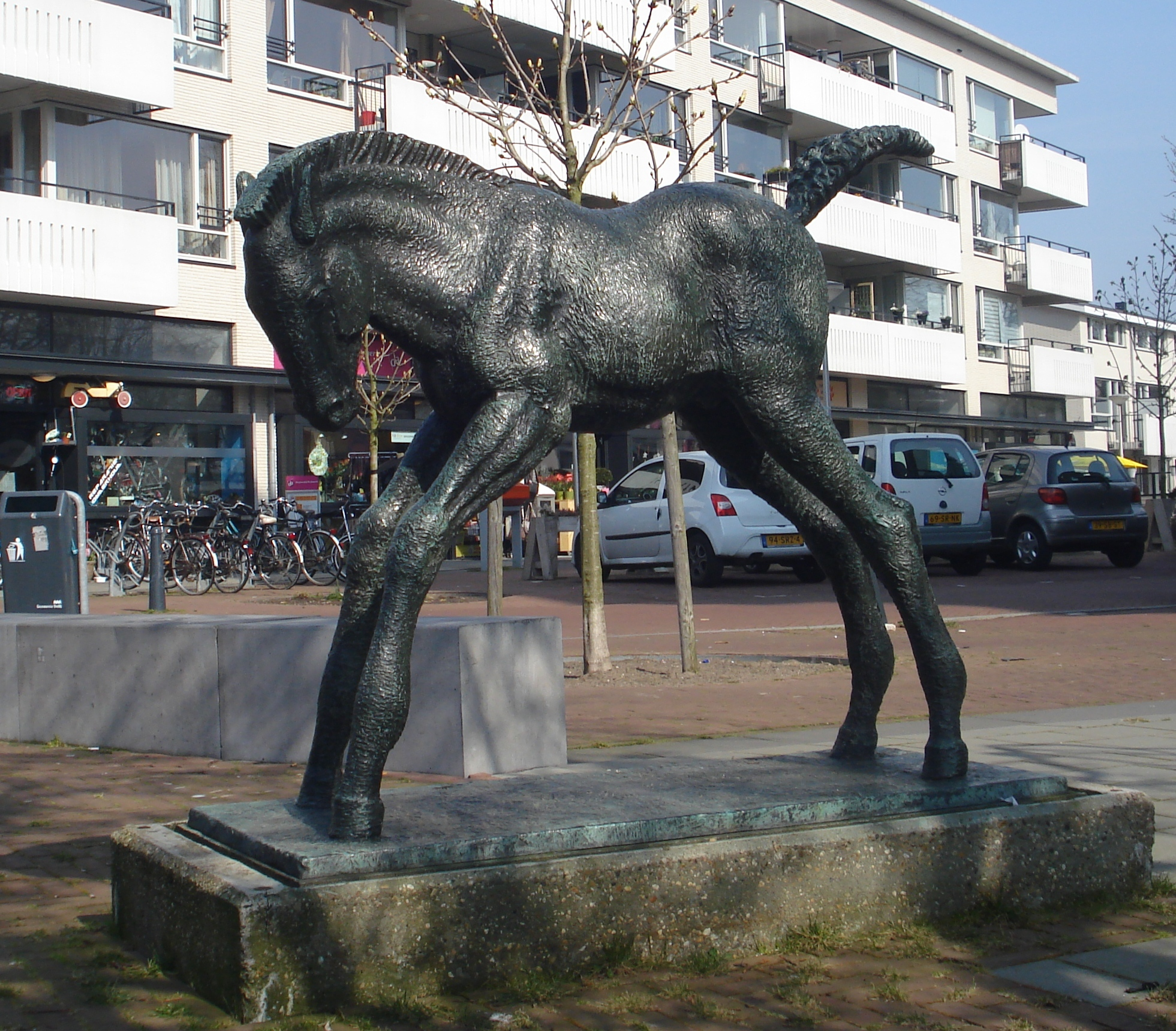
Veulen (1959), Delft

- RKD-Nederlands Instituut voor Kunstgeschiedenis: 25467